# Karl Heinrich von Kleist
Karl Heinrich Freiherr von Kleist (* 1. Oktober 1801 in Niesky; † 22. Dezember 1870) war ein preußischer Politiker.

## Leben

### Herkunft
Karl Heinrich entstammte einem Zweig der in Kurland ansässigen Linie seiner alten Familie aus pommerschen Uradel, der nach Preußen zurückgekehrt war und sich in der Oberlausitz niedergelassen hatte. Er war der Sohn von Carl Friedrich von Kleist (1736–1816). Ab dem zehnten Lebensjahr wurde er für drei Jahre in der Herrnhuter Brüdergemeine zu Großhennersdorf erzogen. Nach dem Tode seines Vaters übernahmen Prinz Heinrich XXXVIII. Reuß und der Prediger Nitzschke die Vormundschaft über ihn. 

### Militärkarriere
Im November 1817 trat Kleist als Offiziersbewerber in das 12. Husaren-Regiment der Preußischen Armee ein. 1820 wurde er zunächst Portepee-Fähnrich und noch im selben Jahr Secondeleutnant. 1835 war er Führer in einer Landwehr-Eskadron in Spremberg. Am 29. November 1838 wurde er als Premierleutnant wegen Invalidität ehrenvoll verabschiedet.

### Politische Laufbahn
Von da an bewirtschaftete er seine 1839 erworbenen Güter Mönau, Rauden und Lieske im Kreis Hoyerswerda. Diese Güter verkaufte er bereits ein Jahr später wieder, um von dem Verkaufserlös das 2000 ha große Rittergut Moholz im benachbarten Kreis Rothenburg in der Oberlausitz für 50.000 Taler zu erwerben. Neben der Bewirtschaftung seiner Ländereien betätigte er sich auch politisch. Er war zunächst als Kreisdeputierter des Rothenburger Kreises vom Herbst 1840 bis zum Jahre 1856 mit kommunalen Aufgaben beschäftigt. Zudem war er von 1844 bis 1856 Landesältester dieses Kreises. Zusätzlich wurde er 1849 in das Preußische Abgeordnetenhaus für den 1. Wahlbezirk Oberlausitz gewählt. Das Mandat als Abgeordneter behielt er bis 1851.
Am 30. August 1861 erfolgte die Anerkennung seines russischen Baronstitels als preußischer Freiherr durch die preußische Krone durch Allerhöchste Kabinettsorder.

### Familie
Verheiratet war Kleist seit dem 23. Mai 1837 mit Agnese Natalie Alexandrine von Haugwitz. Das Paar hatte vier Söhne, darunter den späteren preußischen Generalleutnant Karl Ernst von Kleist, und eine Tochter.